# Jamaika-Erdtaube
Die Jamaika-Erdtaube (Geotrygon versicolor), auch Kurzschopftaube genannt, ist eine Art aus der Ordnung der Taubenvögel. Sie kommt ausschließlich auf Jamaika vor. Die IUCN stuft diese Art als potenziell gefährdet (englisch near threatened) ein. Die Bestandszahlen sind zwar nicht bekannt, es wird davon ausgegangen, dass auf Grund der Umwandlung von Wald in landwirtschaftliche Nutzflächen und eine zunehmende Infrastrukturentwicklung die Lebensräume der Art und damit auch die Bestandszahlen zurückgehen.
Die Jamaikataube hat zwar einen ähnlich klingenden Namen wie die Jamaika-Erdtaube, sie gehört jedoch zu den Schallschwingentauben und ist in ihrer Verbreitung nicht nur auf Jamaika begrenzt.

## Erscheinungsbild

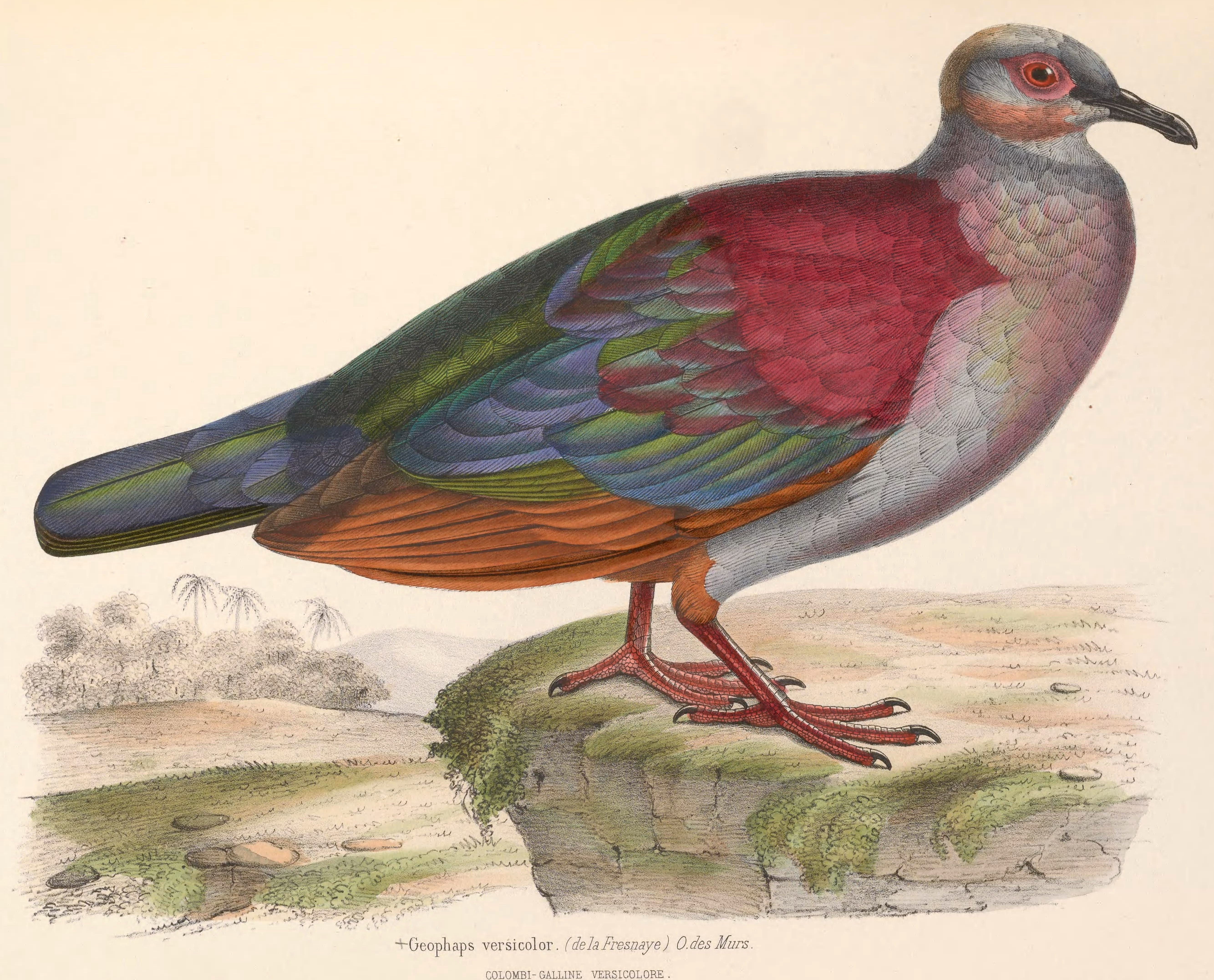
Jamaika-Erdtaube, Illustration

Die Jamaika-Erdtaube erreicht eine Körperlänge von 30 Zentimetern. Sie ist damit etwas größer als eine Lachtaube, aber kleiner als eine Stadttaube. Es ist eine kompakt gebaute Taube, die sich überwiegend auf dem Boden aufhält. Verglichen mit den anderen Arten der Amerikanischen Erdtauben hat die Jamaika-Erdtaube einen verhältnismäßig großen Kopf. Charakteristisch für die Art ist der kurze, nach hinten gerichtete Federschopf, der durch leicht verlängerte Federn des Hinterkopfes gebildet wird. 
Kopf und Hals der Jamaika-Erdtaube sind grau und glänzen bronzegrün. Die Stirn ist dunkelgrau. Der Mantel und die Flügeldecken sind dunkelbraun mit einem rötlich-violetten Schimmer. Der Rücken, der Bürzel und der Schwanz sind grünlich blau. Die Handschwingen sind rotbraun, die Armschwingen dunkelgrün. Die Brust ist grau und geht zum Bauch in ein Weinrot über. Der Schnabel ist dunkelgrau, die Iris rot. Der Geschlechtsdimorphismus ist geringfügig ausgeprägt. Die Weibchen haben etwas hellere Unterschwanzdecken und weisen am Hals und Bauch mehr Braun auf.

## Lebensraum und Verhalten
Die Jamaika-Erdtaube ist innerhalb ihres Verbreitungsgebietes ein Standvogel. Sie bewohnt vor allem luftfeuchte und regenfeuchte Bergwälder in Höhenlagen zwischen 100 und 1.800 Meter. Sie fühlt sich nur dort wohl, wo es in den Wäldern dichten, ungestörten Unterwuchs gibt und reagiert daher empfindlich auf Lebensraumveränderungen wie etwa Holzeinschlag. Sekundärwälder besiedelt sie nicht, auch wenn sie diese gelegentlich für die Nahrungssuche nutzt. Die Art ist grundsätzlich sehr scheu und wird überwiegend einzeln oder in Paaren beobachtet. Sie fliegt selten auf. Wie andere Amerikanische Erdtauben baumt sie zur Ruhe und während der Nacht auf. Zum Nahrungsspektrum gehören Sämereien, kleine Früchte, Insekten und deren Larven sowie Schnecken. Eine besondere Vorliebe hat die Jamaika-Erdtaube für die Samen des Rizinusbaums.
Die Fortpflanzungszeit währt von März bis Juni. Die Balz findet auf dem Boden statt. Das Männchen drückt dabei den Schnabel senkrecht nach unten, sträubt das Rückengefieder und presst Hals, Kopf und Schnabel auf das Brustgefieder. Der Schwanz ist stark nach unten gesenkt, so dass das Männchen von der Seite betrachtet eine fast runde Körperform hat.
Das Nest ist eine fragile Plattform aus Zweigen, die mit kleinen Wurzeln und abgestorbenen Blättern im dichten Unterholz errichtet wird. Nester finden sich gewöhnlich einen bis anderthalb Meter über der Erdoberfläche. Das Gelege besteht aus einem bis zwei cremeweißen Eiern. Die Brutzeit beträgt etwa 13 Tage. Die Jungvögel sind nach zwölf bis dreizehn Tagen flügge.

## Haltung in menschlicher Obhut
Die Jamaika-Erdtaube wurde erstmals 1860 im Zoo von London gezeigt. Die Erstzucht gelang 1901. Nachzuchten gelangen vor allem in den 1950er Jahren. Zumindest zeitweise führte die geringe Anzahl der Zuchtpaare zu einer zunehmenden Inzuchtdepression und damit zu sehr niedrigen Reproduktionsraten. Alois Münst bezeichnete 1999 die Art als in der europäischen Wildtaubenhaltung verhältnismäßig häufig vorkommende Art.

## Belege

### Weblink
- Geotrygon versicolor in der Roten Liste gefährdeter Arten der IUCN 2013.2. Eingestellt von: BirdLife International, 2012. Abgerufen am 17. März  2014.